# WinPooch
Winpooch — безкоштовне програмне забезпечення з відкритим кодом, доступне за ліцензією GNU General Public License. Програма забезпечує антивірусний захист, використовуючи сканери ClamWin та BitDefender. Крім цього Winpooch забезпечує захист від Spyware та деяких видів троянів.
Згідно з повідомленням SourceForge розробка програмного комплексу припинена 13 червня 2008. Офіційного сайту вже не існує, проте дистрибутив ще доступний через SourceForge.